# Liceo linguistico
Il liceo linguistico è una scuola secondaria di secondo grado Italiana caratterizzata dall'insegnamento delle tradizionali materie liceali (lingua e letteratura italiana, lingua latina, storia dell'arte, storia, filosofia, matematica, fisica, biologia, chimica, scienze della terra) in connubio a un notevole approfondimento specifico sulle materie linguistiche (tre lingue e letterature straniere quinquennali).
Secondo la riforma Gelmini, entrata in vigore dal 1º settembre 2010, è previsto l'insegnamento quinquennale di tre lingue straniere. La lingua inglese viene solitamente studiata come "Lingua e cultura straniera 1". Le altre due lingue straniere possono essere europee o extra-europee (l'offerta delle lingue varia in base all'istituto scolastico). Le lingue straniere che possono essere attivate negli istituti pubblici sono: arabo, cinese, ebraico, francese, giapponese, russo, spagnolo e tedesco. La proposta di insegnamento di lingue extraeuropee è gradualmente aumentata nel corso del tempo.
Il diploma di liceo linguistico garantisce l'accesso a qualsiasi corso di laurea.

## Ordinamento attuale
A partire dal 1º settembre 2010, con l'attuazione della riforma Gelmini, sono state soppresse tutte le sperimentazioni linguistiche liceali e tutti gli indirizzi precedentemente esistenti, creando a tutti gli effetti un unico indirizzo di liceo linguistico omogeneo a livello nazionale. L'offerta ministeriale attivabile dalle singole scuole, laddove possibile, comprende gli insegnamenti di lingua inglese, francese, tedesca, spagnola,  russa, araba, ebraica, cinese e giapponese. Il piano di studi è il seguente:
Quadro orario
| Liceo linguistico tradizionale (2010 - in vigore) | 1° biennio | 1° biennio | 2° biennio | 2° biennio | V anno |
| Liceo linguistico tradizionale (2010 - in vigore) | I anno     | II anno    | III anno   | IV anno    | V anno |
| ------------------------------------------------- | ---------- | ---------- | ---------- | ---------- | ------ |
| Lingua e letteratura italiana                     | 4          | 4          | 4          | 4          | 4      |
| Lingua latina                                     | 2          | 2          | -          | -          | -      |
| Lingua e cultura straniera 1 1                    | 4          | 4          | 3          | 3          | 3      |
| Lingua e cultura straniera 21                     | 3          | 3          | 4          | 4          | 4      |
| Lingua e cultura straniera 31                     | 3          | 3          | 4          | 4          | 4      |
| Storia e geografia                                | 3          | 3          | -          | -          | -      |
| Storia                                            | -          | -          | 2          | 2          | 2      |
| Filosofia                                         | -          | -          | 2          | 2          | 2      |
| Matematica 2                                      | 3          | 3          | 2          | 2          | 2      |
| Fisica                                            | -          | -          | 2          | 2          | 2      |
| Scienze naturali3                                 | 2          | 2          | 2          | 2          | 2      |
| Storia dell'arte                                  | -          | -          | 2          | 2          | 2      |
| Scienze motorie e sportive                        | 2          | 2          | 2          | 2          | 2      |
| Religione cattolica o attività alternative        | 1          | 1          | 1          | 1          | 1      |
| Totale delle ore settimanali                      | 27         | 27         | 30         | 30         | 30     |

• 1 Sono previste 33 ore annuali di conversazione con il docente madrelingua per le discipline relative alle lingue straniere
• 2 Con Informatica al primo biennio.
• 3 Biologia, chimica, scienze della terra.
Le materie dotate del maggior numero di ore sono le tre lingue straniere, studiate con un approccio culturale e letterario. L'insegnamento della lingua latina si limita soltanto allo studio della grammatica e della morfologia della lingua, impartite unicamente nel biennio.
Per quanto riguarda le materie scientifiche e la storia dell'arte, si segue un orario in comune con il liceo classico e il liceo delle scienze umane. 
La filosofia è anch'essa presente con due ore settimanali.
Le indicazioni nazionali prevedono uno studio ampio della grammatica e della morfologia delle tre lingue straniere del percorso liceale, accompagnate dallo studio delle relative culture e letterature.

## Storia e ordinamenti previgenti

### Dall'unità d'Italia al primo '900

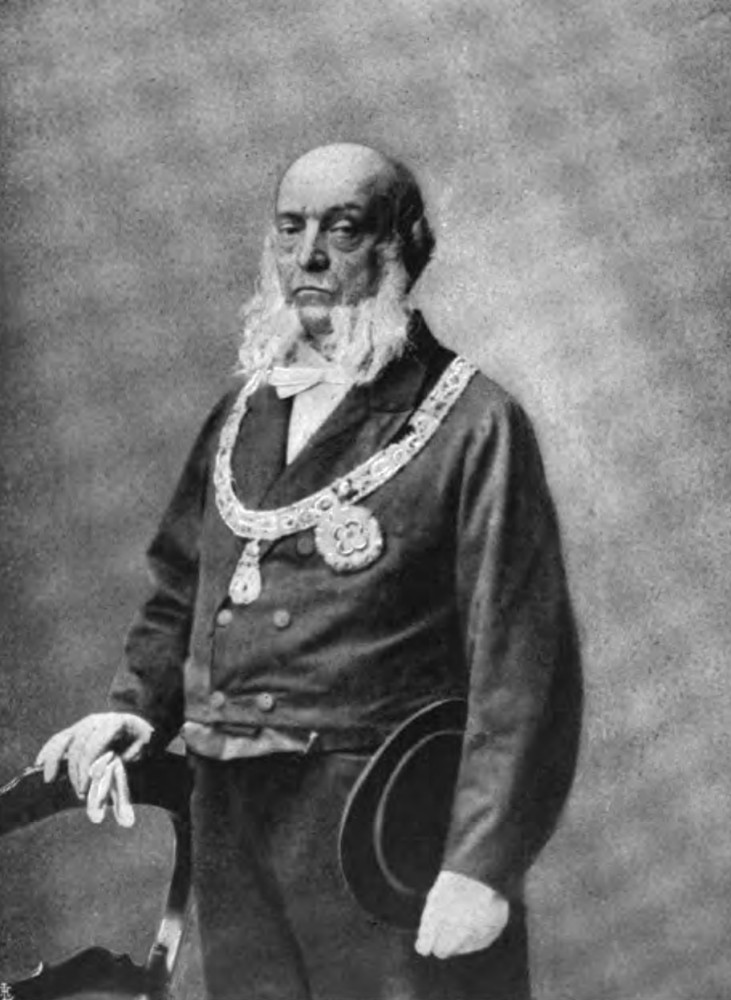
Gabrio Casati, ministro della pubblica istruzione del Regno di Sardegna tra il 1859 e il 1860.

Fin dai primi decenni successivi all'unità d'Italia, si era posto il problema dello scarso insegnamento delle lingue straniere. Il liceo ginnasio, istituito dalla legge Casati del 1859 e, ai tempi, unico indirizzo liceale esistente, inizialmente non prevedeva, infatti, l'insegamento di lingue straniere. Soltanto con la revisione dei programmi ministeriali del 1883 la lacuna fu parzialmente colmata, con l'introduzione di programmi di studio della lingua francese nel quinquennio ginnasiale. Il problema, però, permaneva a causa della mancanza nel programma di studio di metodi di applicazione delle competenze acquisite.

### L'istituzione della commissione reale e la legge Daneo-Credaro del 1911
Allo scopo di far fronte al problema (riguardante non soltanto le discipline linguistiche, ma anche quelle scientifiche), nel 1906 il ministero autorizzò l'istituzione, su volontà dei singoli istituti, di corsi sperimentali che prevedevano l'insegnamento di lingue straniere o un potenziamento delle materie STEM, andando a sostituire l'insegnamento del greco. La commissione reale istituita nello stesso anno presentò nel 1909 la seguente bozza:
• liceo classico: sarebbe andato a ricalcare l'indirizzo tradizionale allora esistente;
• liceo moderno: avrebbe previsto l'insegnamento di due lingue straniere, un leggero potenziamento delle materie scientifiche e l'insegnamento del diritto e dell'economia al posto del greco;
• liceo scientifico: senza lingue classiche, sostituite da una seconda lingua straniera e da un potenziamento delle materie scientifiche.
La proposta della commissione fu accolta solo in parte dal governo, il quale temeva di creare un dubbio duplicato della sezione scientifica dell'istituto tecnico, il che portò, nel 1911, alla nascita del liceo moderno, attraverso uno scorporo del triennio liceale e dell'ultimo biennio del ginnasio dall'indirizzo tradizionale; l'indirizzo adottava il seguente programma:
| Liceo moderno (1911 - 1923)   | Ginnasio | Ginnasio | Liceo  | Liceo   | Liceo    |
| Liceo moderno (1911 - 1923)   | IV anno  | V anno   | I anno | II anno | III anno |
| ----------------------------- | -------- | -------- | ------ | ------- | -------- |
| Lingua e lettere italiane     | 4        | 4        | 3      | 3       | 3        |
| Lingua e lettere latine       | 5        | 5        | 3      | 3       | 2        |
| Lingua francese               | 3        | 3        | 4      | -       | -        |
| Seconda lingua straniera      | 4        | 4        | 3      | 3       | 3        |
| Storia e geografia            | 3        | 3        | 4      | 4       | 2        |
| Diritto, economia e filosofia | -        | -        | -      | 3       | 4        |
| Matematica                    | 2        | 2        | 4      | 3       | 3        |
| Fisica e chimica              | -        | -        | 4      | 3       | 3        |
| Scienze naturali              | 2        | 2        | -      | 3       | 3        |
| Disegno e Storia dell'arte    | 2        | 2        | -      | -       | -        |
| Educazione fisica             | 2        | 2        | 2      | 2       | 2        |
|                               |          |          |        |         |          |
| Totale ore settimanali        | 27       | 27       | 27     | 27      | 25       |

Il problema riguardante le lingue straniere non fu arginato, in quanto il di loro insegnamento continuò ad essere strutturato sulla base dei vecchi metodi limitati al solo apprendimento della grammatica. L'indirizzo, inoltre, in quanto istituito a cavallo della prima guerra mondiale, fu attivato solamente in otto province su sessantacinque, il che non permise ad esso di imporsi nel panorama scolastico italiano. Successivamente, fu abolito dal regime fascista per mancanza di iscrizioni con la riforma Gentile del 1923.

### L'istituzione della Repubblica e la riemersione della lacuna
Con la fine della seconda guerra mondiale, riemerse il problema della carenza del sistema d'istruzione italiano a riguardo delle lingue straniere. I nuovi governi repubblicani furono aspramente criticati in materia di politiche scolastiche per avere lasciato immutato, salvo leggere modifiche atte a rendere il sistema a norma con la Costituzione, il precedente impianto fascista del sistema scolastico. Le lingue straniere, infatti, nei licei continuavano ad essere insegnate solo marginalmente e con metodologie anacronistiche e non aggiornate, mentre nel liceo classico, ai tempi ancora visto come scuola "elitaria" e di conseguenza ancora unico indirizzo a consentire l'accesso ad ogni facoltà universitaria, continuava a non prevedere lingue straniere nel triennio.

### Le contestazione del sessantotto e l'istituzione del programma Malfatti

Prime manifestazioni studentesche a Roma il 24 febbraio 1968

Le contestazione studentesche del 1968 fecero emergere ancora di più le lacune del sistema scolastico italiano. A seguito delle proteste, fu poi attuata la liberalizzazione dell'accesso alle facoltà universitarie nel 1969; quanto al problema dei programmi, con un decreto emanato il 31 luglio 1973 dal ministro della pubblica istruzione Malfatti, viene avviato il corso di liceo linguistico come sperimentazione negli istituti di istruzione secondaria paritari a partire dall'anno scolastico 1973/74 e, l'anno seguente, anche negli istituti statali. Il 1º settembre 2010, con la riforma Gelmini, i piani sperimentali, il PNI e il piano Brocca sono stati bloccati. Il corso seguiva il seguente programma:
| Liceo linguistico (1973 - 2010)            | Biennio | Biennio | Triennio | Triennio | Triennio |
| Liceo linguistico (1973 - 2010)            | I anno  | II anno | III anno | IV anno  | V anno   |
| ------------------------------------------ | ------- | ------- | -------- | -------- | -------- |
| Lingua e letteratura italiana              | 5       | 5       | 4        | 4        | 4        |
| Lingua e letteratura latina                | 3       | 3       | 3        | 3        | 2        |
| Prima lingua straniera e letteratura 1     | 3       | 3       | 4        | 4        | 4        |
| Seconda lingua straniera e letteratura 1   | 4       | 4       | 4        | 4        | 4        |
| Terza lingua straniera e letteratura 1     | -       | -       | 5        | 5        | 5        |
| Storia e geografia                         | 3       | 3       | -        | -        | -        |
| Storia                                     | -       | -       | 2        | 2        | 3        |
| Filosofia                                  | -       | -       | 3        | 3        | 3        |
| Diritto ed economia                        | 2       | 2       | -        | -        | -        |
| Matematica e informatica                   | 4       | 4       | 3        | 3        | 3        |
| Fisica                                     | 3       | 3       | -        | -        | -        |
| Biologia, chimica, geografia astronomica   | 3       | 3       | 2        | 2        | 2        |
| Disegno e storia dell'arte                 | 2       | 2       | 2        | 2        | 2        |
| Educazione fisica                          | 2       | 2       | 2        | 2        | 2        |
| Religione cattolica o attività alternative | 1       | 1       | 1        | 1        | 1        |
| Totale delle ore settimanali               | 35      | 35      | 35       | 35       | 35       |

- 1 Erano previste 33 ore annuali con un lettore madrelingua.

### Sperimentazione Brocca
Il progetto Brocca è una sperimentazione esaurita alla cui prima classe è stato possibile iscriversi sino all'anno scolastico 2009-2010; a partire dall'anno scolastico 2010-2011 è infatti iniziata l'applicazione dei nuovi quadri orario. Gli ultimi studenti iscritti al progetto Brocca si sono diplomati nell'anno scolastico 2013-2014.
| Liceo linguistico "Brocca" (1992 - 2010)   | Biennio | Biennio | Triennio | Triennio | Triennio |
| Liceo linguistico "Brocca" (1992 - 2010)   | I anno  | II anno | III anno | IV anno  | V anno   |
| ------------------------------------------ | ------- | ------- | -------- | -------- | -------- |
| Lingua e letteratura italiana              | 5       | 5       | 4        | 4        | 4        |
| Lingua e letteratura latina                | 4       | 4       | 3        | 2        | 3        |
| Lingua e letteratura inglese 1             | 3       | 3       | 3        | 3        | 3        |
| Lingua e letteratura francese 1            | 4       | 4       | 3        | 3        | 3        |
| lingua e letteratura tedesca 1             | -       | -       | 5        | 5        | 4        |
| Storia                                     | 2       | 2       | 3        | 3        | 3        |
| Geografia                                  | 2       | 2       | -        | -        | -        |
| Filosofia                                  | -       | -       | 2        | 3        | 3        |
| Diritto ed economia                        | 2       | 2       | -        | -        | -        |
| Matematica e informatica                   | 4       | 4       | 3        | 3        | 3        |
| Fisica                                     | -       | -       | -        | 4        | 2        |
| Chimica, biologia, scienze della Terra     | 3       | 3       | 4        | -        | 2        |
| Storia dell'arte                           | 2       | 2       | 2        | 2        | 2        |
| Educazione fisica                          | 2       | 2       | 2        | 2        | 2        |
| Religione cattolica o attività alternative | 1       | 1       | 1        | 1        | 1        |
| Totale delle ore settimanali               | 34      | 34      | 35       | 35       | 35       |

• 1 Erano previste 33 ore annuali con un lettore madrelingua.

## Offerta formativa
Il liceo linguistico si specializza nello studio delle lingue e delle relative espressioni culturali, comprendendo un totale di cinque lingue nell'intero corso di studio: la lingua e la letteratura italiana, la lingua latina nel biennio, e le tre lingue straniere e le relative letterature nel quinquennio.
L'offerta delle lingue straniere viene lasciata ai singoli istituti, anche se le prime due lingue straniere sono spesso due lingue comunitarie, solitamente inglese e una tra spagnolo, francese e tedesco. La terza lingua invece può essere una delle lingue comunitarie già citate, oppure (anche se meno del 0,4% delle scuole in Italia le include nei percorsi di studi) russo (circa il 0,2% degli istituiti), cinese, arabo (solo 6 istituiti in tutta Italia lo includono nel percorso di studi di cui 3 privati) o giapponese (solo 3 istituti di cui 2 privati).

## Esame di maturità
L'esame di maturità si svolge in maniera identica agli altri licei, con distinzione per il contenuto della seconda prova ossia quella d'indirizzo:
- 1ª prova: produzione di un testo in lingua italiana o nella lingua ufficiale di insegnamento prevista
- 2ª prova: comprensione del testo e/o produzione scritta in una o più lingue straniere tra quelle studiate (a scelta del MIUR)
- 3ª prova: esame orale

Il liceo linguistico con sperimentazione EsaBac prevede un esame di maturità così articolato:
- 1ª prova: produzione di un testo in lingua italiana o nella lingua ufficiale di insegnamento prevista
- 2ª prova: comprensione del testo e/o produzione scritta in una o più lingue straniere tra quelle studiate (a scelta del Miur)
- 3ª prova: esame scritto di lingua e letteratura francese e di storia in lingua francese
- 4ª prova: esame orale, a cui va aggiunta una parte dedicata alla letteratura francese

L'esame di maturità dell'indirizzo sperimentale di liceo linguistico internazionale opzione spagnolo, tedesco o cinese è strutturato in maniera del tutto analoga a quella del liceo linguistico indirizzo sperimentale EsaBac.

## Iscrizioni
Nell'anno scolastico 2024/2025 gli iscritti sono stati il 7,86% in aumento dello 0,16% rispetto all'anno scolastico 2023/2024.